# Munții Grohotiș
Munții Grohotiș  sunt o grupă muntoasă a Carpaților de Curbură, aparținând de lanțul muntos al Carpaților Orientali. Cel mai înalt pisc este Vârful Grohotișul, având 1.768 m. Masivul se află pe teritoriul județului Prahova, la limita cu județul Brașov, fiind încadrat la vest de Munții Baiului și la nord-est de Munții Ciucaș.